# Groupe d'études et de protection des oiseaux de Mayotte
 (juillet 2025).
Le Groupe d’études et de protection des oiseaux de Mayotte (GEPOMAY), est une association à but non lucratif, consacrée à l'étude et à la conservation de l'avifaune de Mayotte. Elle a été créée en 2010.
Association agréée de protection de l’environnement et reconnue d’intérêt général, le GEPOMAY a pour missions l’étude et la conservation de la biodiversité de Mayotte et des milieux dont elle dépend, ainsi que la sensibilisation du public à la protection de la nature.
Le GEPOMAY est le représentant officiel de la Ligue pour la protection des oiseaux (LPO) à Mayotte.
Le territoire de Mayotte abrite plus de 150 espèces d'oiseaux. Plusieurs espèces sont par ailleurs endémiques de l'île et de l'archipel des Comores. Aujourd'hui, des menaces pèsent sur la biodiversité : destruction des habitats, espèces exotiques envahissantes, braconnage, auxquelles l'association tente de faire face.

## Structure et organisation
L'association est organisée en 4 pôles, chacun ayant des missions spécifiques.
- Connaissance et conservation de l'avifaune : Pôle consacré à l'étude et à la conservation des oiseaux de Mayotte, en collectant des données sur leurs populations et leurs habitats afin de suivre leurs évolutions.
- Gestion des habitats : Pôle se concentrant sur la protection et la restauration des habitats naturels de l'île, en veillant à maintenir leur diversité et leur santé.
- Connaissance et conservation de l'herpétofaune : Pôle récent qui se consacre à l'étude et à la conservation des reptiles et des amphibiens de Mayotte. Il ambitionne de recueillir des données scientifiques sur les différentes espèces de l'île, d'évaluer leur état de conservation et de promouvoir des actions en faveur de leur préservation.
- Animation : Pôle responsable des activités de sensibilisation, notamment auprès des scolaires et du grand public, par le biais de sorties ornithologiques et d'interventions dans les écoles et la tenue de stands pédagogiques lors d'événements locaux majeurs.

En 2021, elle comptait près de 150 adhérents et employait 7 salariés.

## Objectifs et actions principales
Le GEPOMAY pilote plusieurs projets de recherche et de conservation, dont certains sont menés en partenariat avec des institutions publiques et privées.

### Suivi des oiseaux
L'association mène des recherches à long terme sur les populations d'oiseaux, à travers des études écologiques, comportementales et l'observation de l'évolution des populations. Parmi ces différents programmes on peut citer l'Observatoire des oiseaux côtiers de Mayotte (OOCM) qui permet depuis 2013 un suivi des populations d'oiseaux marins et côtiers à travers des comptages réguliers réalisés sur le littoral, ou le suivi des espèces nicheuses rares et menacées (ENRM) en milieu terrestre, qui concerne le Héron de Humblot et le Faucon pèlerin, par exemple. Le projet Oiseaux des forêts de Mayotte (ODFM), créé en 2022, s'intéresse à l'avifaune des forêts de Mayotte et à l'impact des menaces telles que la déforestation et les espèces invasives.
L'association participe au programme de Suivi temporel des oiseaux communs, initié en 1989, sur tout le territoire français, sa version mahoraise a été lancée en 2021. Elle vise à étudier l'évolution des populations d'oiseaux communs sur l'île, en impliquant les bénévoles dans la collecte de données.

### Plan national d'actions pour le Crabier blanc
L'association participe depuis 2018 au Plan national d'actions pour le Crabier blanc, cette espèce d'hérons endémique en danger critique d'extinction.
Cette espèce bénéficie du programme européen LIFE qui a permis de financer un projet de dératisation, l'arrachage d'espèces exotiques envahissantes sur 48 ha et la gestion favorable à l'espèce sur plus de 228 ha et 10 séances de sensibilisation.

### Gestion d'espaces naturels
Le GEPOMAY gère plusieurs sites naturels, dont l'arrière-mangrove de la baie de Bouéni et le lac Karihani, en collaboration avec le Conservatoire du littoral et d'autres partenaires.

### Éducation à l'environnement
L'association intervient auprès de différents public, en matière d'éducation à l'environnement, elle organise entre autres des sortie nature pour des établissements scolaires, organise des évènements grand public ou intervient auprès des entreprise et des élus pour faire valoir l'importance de la conservation de la nature. L'association à également accueilli le personnel du Parc marin de Moheli, (Comores) pour une formation professionnelle au suivi des oiseaux.